# Karel Štefl
Karel Štefl (Slaný, 27 februari 1982) is een Tsjechische kunstschaatser.
Štefl is actief in het paarrijden en zijn vaste sportpartner is Olga Prokuronova en zij worden gecoacht door Ivan Rezek en René Novotný. In het verleden schaatste hij onder andere met Radka Zlatohlávková en Veronika Havlíčková.
Prokuronova en Štefl schaatsen samen sinds 2005.
| resultaten             | 1999 | 2000 | 2001 | 2002 | 2003 | 2004 | 2005 | 2006 |
| ---------------------- | ---- | ---- | ---- | ---- | ---- | ---- | ---- | ---- |
| Olympische Spelen      | -    | -    | -    | -    | -    | -    | -    |      |
| Wereldkampioenschap    | -    | -    | -    | -    | -    | -    | -    |      |
| Europees kampioenschap | -    | -    | -    | -    | -    | -    | -    | 14e  |